# Obrazovanje u Bosni i Hercegovini
Obrazovanje u Bosni i Hercegovini ima dugu tradiciju, a prva visokoškolska ustanova koja je uspostavljena bila je škola sufizma Gazi Husrev-bega koja je osnovana 1531. godine, nakon čega je s vremenom došlo do otvaranja drugih vjerskih škola. 
Godine 1887., za vrijeme de facto Austro-Ugarske kontrole, osnovana je Pravna šerijatska škola koja je započela s petogodišnjim planom obrazovanja. 1940.-ih Sveučilište u Sarajevu postalo je prvi sekularni institut visokog obrazovanja u gradu. Tijekom 1950-ih dostupno je postalo post-diplomsko obrazovanje. Teško oštećeno tijekom rata, nedavno je obnovljeno u suradnji s više od 40 drugih sveučilišta. 
Postoje i mnoge druge institucije visokog obrazovanja, uključujući: Sveučilište u Banjoj Luci,  Sveučilište u Mostaru, Sveučilište u Tuzli, Sveučilište u Zenici, Sveučilište u Istočnom Sarajevu, Sveučilište "Džemal Bijedić" Mostar, Sveučilište u Bihaću, Američko Sveučilište u Bosni i Hercegovini i Akademija znanosti i umjetnosti Bosne i Hercegovine, koja je vrlo cijenjena kao jedna od najprestižnijih akademija kreativne umjetnosti u ovom dijelu Europe. 
Sustav obrazovanja u BiH je u velikoj mjeri decentralizirann, jer ne samo da obrazovanje nije u nadležnosti države nego je npr. u slučaju Federacije Bosne i Hercegovina nadležnost nad ovim resorom spuštena na razinu kantona pa čak u nekim slučajevima i u nadležnost općina.
Obrazovanje je organizirano u četiri osnovna stupnja:
- Predškolski odgoj i obrazovanje
- Osnovnoškolsko obrazovanje
- Srednješkolsko obrazovanje
- Visoko obrazovanje